# Филиппов, Григорий Фёдорович

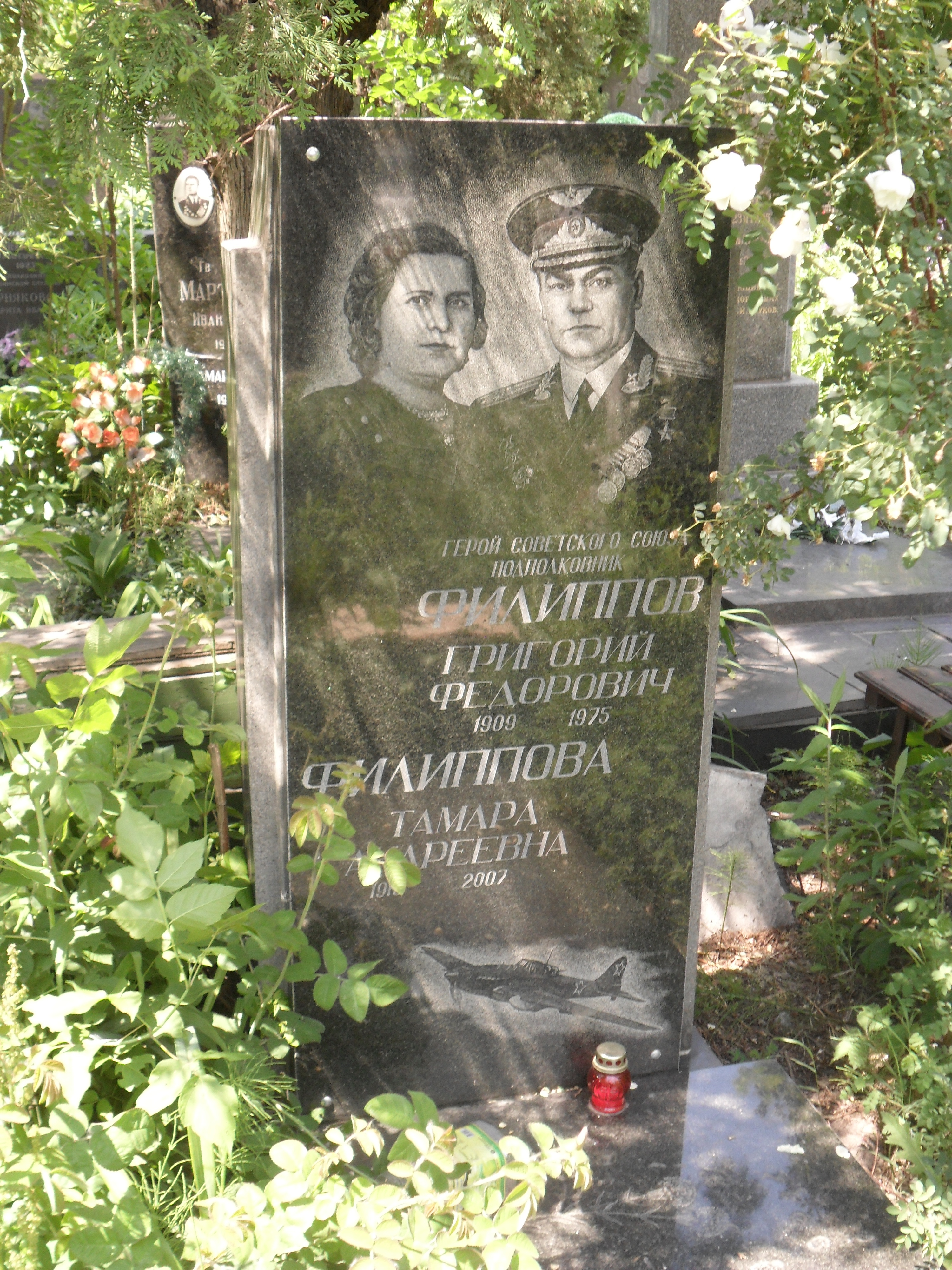
Могила Филиппова на Лукьяновском военном кладбище.

Григо́рий Фёдорович Фили́ппов (5 ноября 1909, Денисовская (Моржегоры, Архангельская губерния) — 3 февраля 1975, Киев) — Герой Советского Союза (4 февраля 1944), подполковник (1954).

## Биография
Родился 5 ноября 1909 года в деревне Денисовская Моржегорского прихода Холмогорского уезда Архангельской губернии (ныне Моржегоры Виноградовского района Архангельской области) в крестьянской семье. Русский. Окончил 7 классов средней школы, архангельский аэроклуб. 
С 1940 года — в Красной Армии.
В боях Великой Отечественной войны с декабря 1941 года. будучи командиром эскадрильи 91-го гвардейского штурмового авиационного полка 4-й гвардейской штурмовой авиационной дивизии 5-го штурмового авиационного корпуса в звании гвардии старшего лейтенанта к августу 1943 года совершил 200 боевых вылетов на штурмовку скоплений живой силы и боевой техники противника. 
Указом Президиума Верховного Совета СССР «О присвоении звания Героя Советского Союза офицерскому составу военно-воздушных сил Красной Армии» от 4 февраля 1944 года за «образцовое выполнение боевых заданий командования на фронте борьбы с немецкими захватчиками и проявленные при этом отвагу и геройство» удостоен звания Героя Советского Союза с вручением ордена Ленина и медали «Золотая Звезда».
В 1960 году вышел в запас в звании подполковника. Жил в Киеве. Работал начальником аэроклуба ДОСААФ. Умер в 1975 году.

## Награды
Награждён орденом Ленина, тремя орденами Красного Знамени, орденами Александра Невского, Отечественной войны 1-й степени, тремя орденами Красной Звезды, медалями.